# Afrikaner Bond
Afrikaner Bond (afrikaans for "afrikaner union") var et politisk parti i Kapkolonien. Det blev dannet gennem unionen mellem Genootskap vir Regte Afrikaners ("Samfundet for ægte afrikanere") under lederskabet til Stephanus Jacobus du Toit og Zuidafrikaansche Boeren Beschermings Vereeniging ("Sydafrikansk boersk forsvarssamfund"). Afrikaner Bond blev grundlagt af Jan Hendrik Hofmeyr i 1881. Det havde som mål at fremme afrikanernes interesser fra Kap til Limpopo.
Selv om partiet ofte havde flertal i parlamentet i Kap, styrede det aldrig direkte. Normalt dannede det koalitioner med engelsksprogede politikere som Thomas Charles Scanlen, Cecil Rhodes og John X. Merriman. Efter at Unionen Sydafrika blev oprettet den 31. maj 1910, sluttede det at være et uafhængig parti og slog sig sammen med South African Party i unionens parlament.
I 1882 lykkedes partiet i at få hollandsk anerkendt som officielt sprog i Kapkolonien.